# 袋屋醤油店
株式会社袋屋醤油店（ふくろやしょうゆてん）は、京都府宮津市白柏に存在した醸造元。醤油の製造・販売を行っていた。2020年（令和2年）12月廃業。

## 歴史
元禄16年（1703年）に描かれた「丹後国宮津城下町絵図」にはすでに「袋や」の記載がある。醤油店としての創業年は定かではないが、享保年間（1716年～1736年）といわれている。約300年間続いた宮津市白柏に存在した醤油店。経営者は加悦ちりめん街道の尾藤家。家は北前船の寄港地として江戸時代に栄えた廻船問屋の三上家の親戚。